# 연무

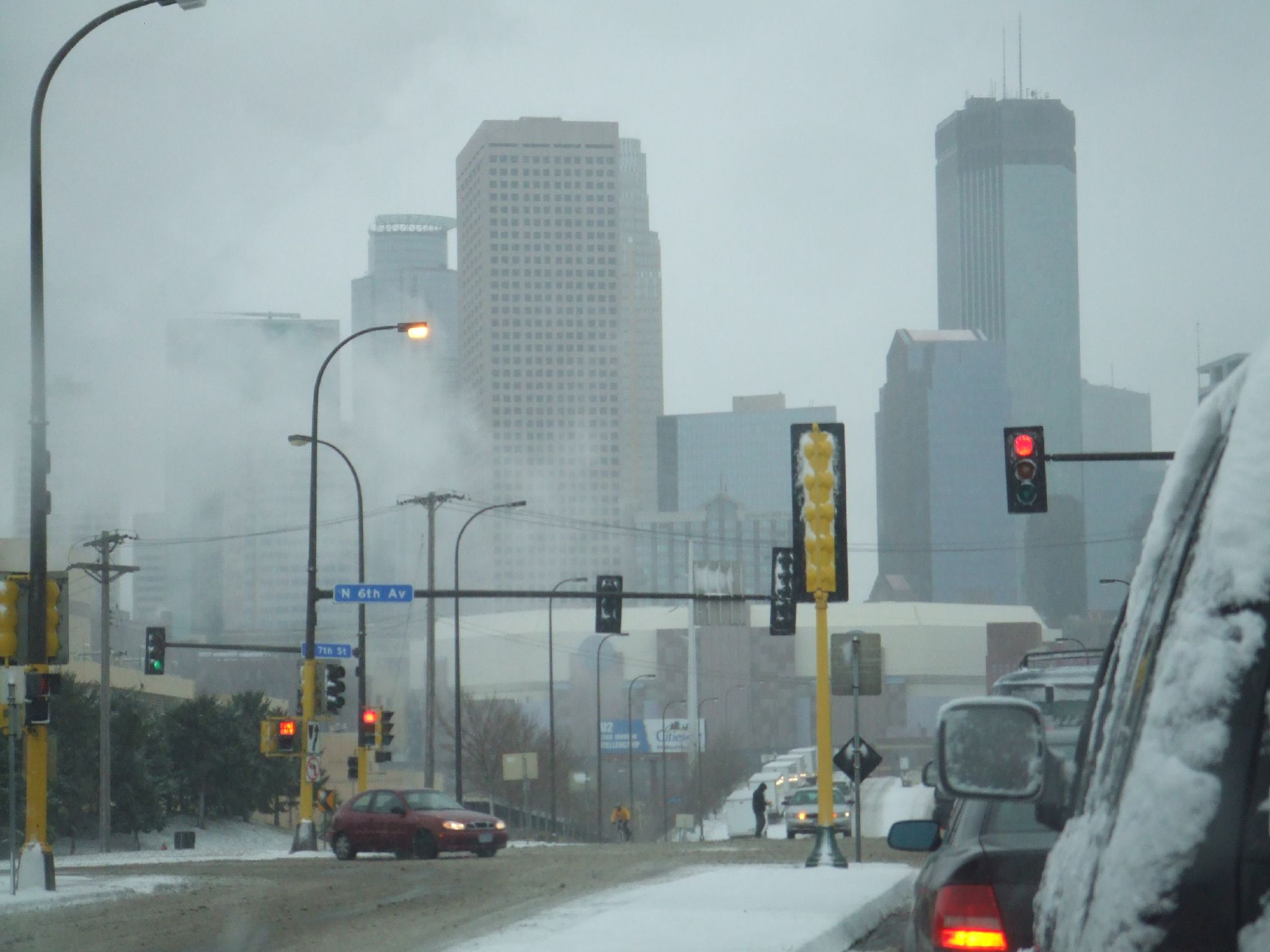

연무(煙霧, haze)는 공기 중의 먼지나 연기 등으로 시정이 흐려진 것을 말한다.
좀더 면밀하게 말하자면,
1 .연기와 안개를 아울러 이르는 말.연무가 짙게 끼다.
2 .<지리> 고운 먼지와 그을음이 공중에 떠다니어 생기는 대기의 혼탁 현상. 주로 공장에서 배출된 매연과 자동차 따위의 배기가스에 의하여 일어난다.
대한민국 기상청 기준은 가시거리 1km 이상 10km 미만 상태에서 상대습도가 70% 이하를 말한다. 70% 이상은 박무라고 한다.

## 같이 보기
- 안개
- 스모그